# Galbulimima belgraveana
Espèce
Statut de conservation UICN

 LC  : Préoccupation mineure

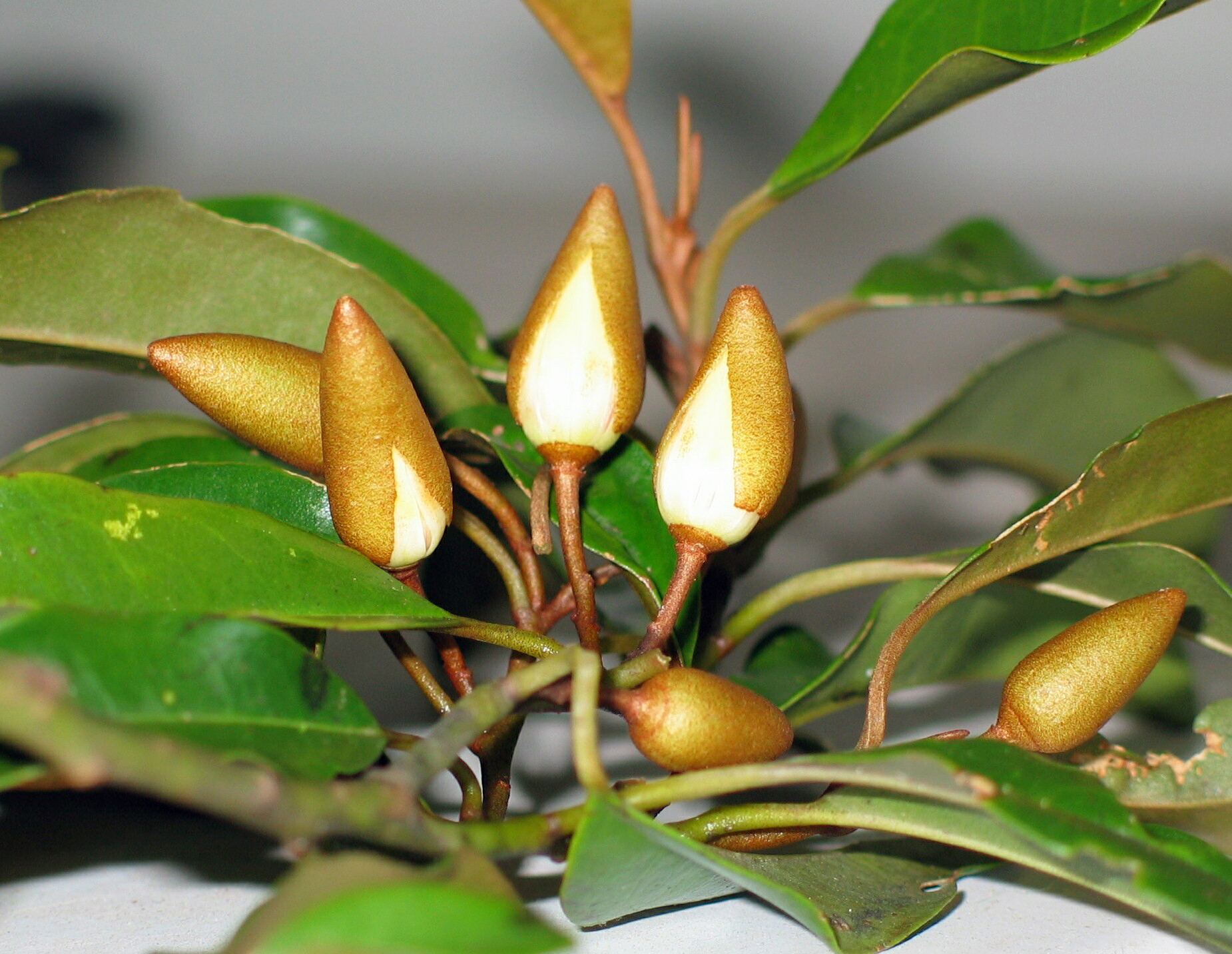
Boutons floraux.

Galbulimima belgraveana est une espèce de plantes à fleurs de la famille des Himantandraceae. Son nom commun est agara et white magnolia. C'est une plante hallucinogène.

## Description
La plante elle-même atteint environ 3 m. Elle n'a pas de pétales et ses fleurs sont de couleur jaune-brun.

## Utilisation
Les Papous (qui ont tendance à consommer le plus ce médicament) font bouillir l'écorce et les feuilles avec une autre plante, appelée Homalomena, afin de faire du thé. Ce thé conduit à un sommeil profond, dans lequel on dit que des rêves et des visions vives se produisent. 
Plusieurs alcaloïdes psychoactifs structurellement liés à l'himbacine, un antagoniste des récepteurs muscariniques, ont été isolés de la plante, mais le principal constituant psychoactif responsable des effets hallucinogènes de la plante n'a pas encore été identifié. Le Scripps Research Institute a découvert une nouvelle méthode de synthèse des composés de Galbulimima sp. (G. belgraveana) pour des applications psychotropes.
Le fruit est mangé par les casoars et les pigeons des forêts tropicales.
Cet arbre est également utilisé pour son bois.

## Répartition
Ce taxon se rencontre dans les pays suivants : Australie, Indonésie, Papouasie-Nouvelle-Guinée, Îles Salomon.

## Systématique
Le nom correct complet (avec auteur) de ce taxon est Galbulimima belgraveana (F.Muell.) Sprague.
L'espèce a été initialement classée dans le genre Eupomatia sous le basionyme Eupomatia belgraveana F.Muell..
Galbulimima belgraveana a pour synonymes :
- Eupomatia belgraveana F.Muell.
- Galbulimima baccata F.M.Bailey
- Galbulimima nitida (Baker fil. & Norman) Sprague
- Galbulimima parvifolia (Baker fil. & Norman) Sprague
- Himantandra baccata (F.M.Bailey) Diels
- Himantandra belgraveana Diels
- Himantandra nitida Baker fil. & Norman
- Himantandra parvifolia Baker fil. & Norman